# Zlatar
Zlatar je kovinar, ki obdeluje zlato. Iz zlata izdeluje okrasne predmete, kot so denimo prstani in ogrlice.